# Falköping–Uddagårdens Järnväg
Falköping-Uddagårdens järnväg (FUJ) var en järnväg mellan Falköping och Uddagården i Skaraborgs län.

## Historia

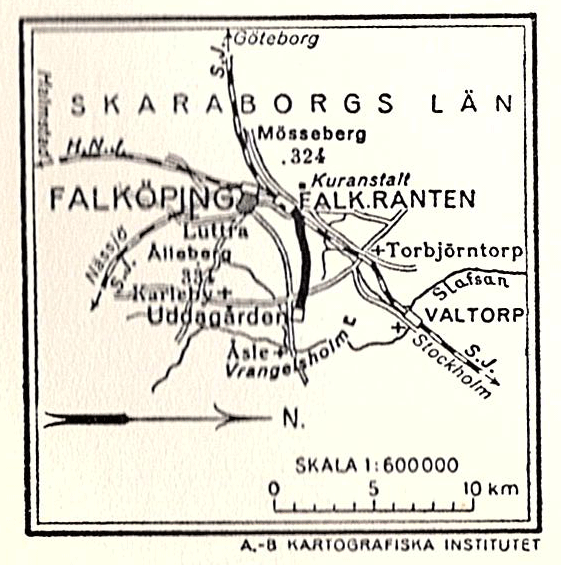
FUJ. Karta 1926.

Falköpings kalkbruksbolag fick koncession för en 891 mm smalspårig hästbana 1882 som var färdigbyggd 1883. Koncessionen ändrades till ångloksdrift och allmän godstrafik 1887. Innan 1923 bildades bolag Falköping-Uddagårdens järnvägsaktiebolag för banans ägande men trafiken sköttes av Västergötlands Förenade Kalkindustrier som startades 1918.
Banan såldes till Svenska staten 1954 samtidigt som den byggdes om till normalspår. Trafiken till Uddagården upphörde 1981 men spåret ligger delvis kvar. Banvallen ägs numera av Falköpings kommun och den korta sträckan som är i bruk leder till ett terminalområde i Brogärde som ingår i Skaraborg Logistic Center.     
Ett av ångloken, FUJ 1 "Sten Sture", som trafikerade banan finns bevarat vid Skara-Lundsbrunns Järnvägars museum i Skara. Ånglok användes även den första tiden med normalspår innan de ersattes med T21.